# Эман, Хенни
Ян Хендрик Альберт «Хенни» Эман (нидерл. и папьям. Henny Eman; 20 марта 1948, Аруба, Нидерландские Антильские острова — 6 января 2025, Аруба) — политический и государственный деятель, дважды Премьер-министр Арубы с 1 января 1986 по 9 февраля 1989 года и с 29 июля 1994 по 30 октября 2001 года.

## Биография
Внук политика Шона Эмана, борца за независимость Арубы, основателя Народной партии Арубы. Сын политика Корнелиса Эмана. В раннем возрасте уехал в Нидерланды, где окончил школу и поступил на юридический факультет Лейденского университета. После внезапной смерти отца Х. Эман был вынужден одновременно с учёбой заниматься бизнесом в Лейдене.
Член Народной партии Арубы. В 1979 года вернулся на Арубу и стал лидером политической партии Арубы.
Был избран членом Антильского парламента, а также островного парламента Арубы.
В 1986—1989 и 1994—2001 годах возглавлял правительство островного государства.
Скончался 6 января 2025 года на Арубе в возрасте 76 лет.